# Born Rich
Born Rich is een documentaire uit 2003 over de ervaring om op te groeien in een van de rijkste families ter wereld. De film is geproduceerd en geregisseerd door Jamie Johnson, erfgenaam van het wereldwijde concern Johnson & Johnson. De documentaire werd gedistribueerd door Cinetic Media.
Ivanka Trump (dochter van de Amerikaanse president Donald Trump), Josiah Vanderbilt/Whitney Hornblower, Georgina Bloomberg (dochter van Michael Bloomberg, burgemeester van New York en oprichter van het financiële dienstverleningsconcern Bloomberg, L.P.) en Luke Weil (erfgenaam van het Autotote-spellenemperium), zijn enkele van de jonge adolescenten die geïnterviewd zijn voor de documentaire.